# Zakia Zaki
Zakia Zaki (Pasjtoe: ذکیه ذکي) (ca. 1972 - 4 juni 2007) was een Afghaanse onderwijzeres, radio-journaliste en activiste uit Parwan. Zij was een prominente Afghaanse journalist die zich openlijk uitsprak tegen de Taliban nadat de Amerikaanse troepen in de Operatie Enduring Freedom begonnen met de verdrijving van deze beweging. De moord op haar in 2007 werd beschouwd als een onderdeel van een reeks intimidaties en aanvallen gericht op spraakmakende Afghaanse vrouwen.
Zakia Zaki was oprichtster en ook de dagelijkse "stem" van de kritische radiozender Sada-e-Sulh (Peace Radio), die werd gefinancierd vanuit Frankrijk en de Verenigde Staten. Via deze zender sprak zij zich vaak uit over kwesties zoals vrouwenrechten en de opstand tegen de Taliban. Haar zender startte in oktober 2001, toen de Amerikanen de aanval openden op de Taliban. Daarmee werd zij de eerste vrouwelijke stem die sinds lange tijd op een Afghaanse radiozender te horen was, terwijl de Taliban in Kaboel nog aan de macht waren. Plaatselijke krijgsheren en conservatieven wilden het radiostation echter sluiten en Zaki ontving herhaaldelijk doodsbedreigingen. Nadat de Taliban uit grote delen van het land waren verdreven werd zij in 2005 gekozen als parlementslid.
Op 4 juni 2007 kwamen rond middernacht drie onbekende mannen gewapend met pistolen en geweren tijdens haar slaap haar woning binnen en schoten haar 7 keer in het hoofd en de borst. Twee van haar zes kinderen waren daarbij in de kamer aanwezig maar bleven ongedeerd. De 8 maanden oude zoon van Zaki lag bij haar in bed, en het was haar 7- of 8-jarige zoon die haar man belde en hem op de hoogte bracht van haar dood.   
Nog geen week eerder was Shakaiba Sanga Amaj (soms gespeld als Shakiba), een andere vrouwelijke, van de televisie bekende journaliste in Kaboel, eveneens vermoord. De moorden bleven onopgelost. 
Zaki werd geportretteerd in de documentairefilm "If I Stand Up", die mede werd geproduceerd door UNESCO. 